# 1984-es UEFA-kupa-döntő
Az 1984-es UEFA-kupa-döntő egy labdarúgó-mérkőzés volt az angol Tottenham Hotspur FC és a belga RSC Anderlecht között, amit két részben tartottak, 1984. május 9-én és május 23-án. A Tottenham nyert 4 – 3-ra tizenegyesekkel, miután a két mérkőzés után 2 – 2 volt az összesített állás.

## Részletek

### Első mérkőzés
| 1984. május 9. |

| RSC Anderlecht | 1–1   | Tottenham Hotspur FC |
| -------------- | ----- | -------------------- |
| Olsen 85'      | (0–0) | Miller 57'           |

| Constant Vanden Stock Stadion, Brüsszel Nézőszám: 40 000 Játékvezető: Bruno Galler |

| ANDERLECHT:    |  |                         |  |            |
|                |  |                         |  |            |
| GK             |  | Jacky Munaron           |  |            |
| DF             |  | Georges Grün            |  |            |
| DF             |  | Walter De Greef         |  |            |
| DF             |  | Morten Olsen            |  |            |
| DF             |  | Michel De Groote        |  |            |
| MF             |  | Wim Hofkens             |  |            |
| MF             |  | René Vandereycken       |  |            |
| MF             |  | Enzo Scifo              |  |            |
| MF             |  | Kenneth Brylle          |  |            |
| FW             |  | Erwin Vandenbergh       |  | lecserélve |
| FW             |  | Alexandre Czerniatynski |  | lecserélve |
| Cserék:        |  |                         |  |            |
| MF             |  | Frank Arnesen           |  | becserélve |
| FW             |  | Franky Vercauteren      |  | becserélve |
| Edző:          |  |                         |  |            |
| Paul Van Himst |  |                         |  |            |

| TOTTENHAM HOTSPUR: |  |                 |  |            |
|                    |  |                 |  |            |
| GK                 |  | Tony Parks      |  |            |
| DF                 |  | Danny Thomas    |  |            |
| DF                 |  | Graham Roberts  |  |            |
| DF                 |  | Chris Hughton   |  |            |
| DF                 |  | Steve Perryman  |  |            |
| MF                 |  | Paul Miller     |  |            |
| MF                 |  | Gary A. Stevens |  | lecserélve |
| MF                 |  | Micky Hazard    |  |            |
| MF                 |  | Tony Galvin     |  |            |
| FW                 |  | Steve Archibald |  |            |
| FW                 |  | Mark Falco      |  |            |
| Cserék:            |  |                 |  |            |
| DF                 |  | Gary Mabbutt    |  | becserélve |
| Edző:              |  |                 |  |            |
| Keith Burkinshaw   |  |                 |  |            |

### Második mérkőzés
| 1984. május 23. |

| Tottenham Hotspur FC                                                   | 1–1                 | RSC Anderlecht                                                           |
| ---------------------------------------------------------------------- | ------------------- | ------------------------------------------------------------------------ |
| Roberts 84'                                                            | (0 – 0, 1 – 1, 1–1) | Czerniatynski 60'                                                        |
| Büntetőpárbaj                                                          |                     |                                                                          |
| Graham Roberts Mark Falco Gary A. Stevens Steve Archibald Danny Thomas | 4 – 3               | Morten Olsen Georges Grün Enzo Scifo Franky Vercauteren Arnór Guðjohnsen |

| White Hart Lane, London Nézőszám: 46 205 Játékvezető: Volker Roth |

| TOTTENHAM HOTSPUR: |  |                 |  |            |
|                    |  |                 |  |            |
| GK                 |  | Tony Parks      |  |            |
| DF                 |  | Danny Thomas    |  |            |
| DF                 |  | Chris Hughton   |  |            |
| DF                 |  | Graham Roberts  |  |            |
| DF                 |  | Paul Miller     |  | lecserélve |
| MF                 |  | Gary Mabbutt    |  | lecserélve |
| MF                 |  | Micky Hazard    |  |            |
| MF                 |  | Gary A. Stevens |  |            |
| MF                 |  | Tony Galvin     |  |            |
| FW                 |  | Steve Archibald |  |            |
| FW                 |  | Mark Falco      |  |            |
| Cserék:            |  |                 |  |            |
| MF                 |  | Osvaldo Ardiles |  | becserélve |
| MF                 |  | Ally Dick       |  | becserélve |
| Edző:              |  |                 |  |            |
| Keith Burkinshaw   |  |                 |  |            |

| ANDERLECHT:    |  |                         |  |            |
|                |  |                         |  |            |
| GK             |  | Jacky Munaron           |  |            |
| DF             |  | Wim Hofkens             |  |            |
| DF             |  | Georges Grün            |  |            |
| DF             |  | Walter De Greef         |  |            |
| DF             |  | Morten Olsen            |  |            |
| DF             |  | Michel De Groote        |  |            |
| MF             |  | Frank Arnesen           |  | lecserélve |
| MF             |  | René Vandereycken       |  |            |
| MF             |  | Enzo Scifo              |  |            |
| FW             |  | Alexandre Czerniatynski |  | lecserélve |
| FW             |  | Franky Vercauteren      |  |            |
| Cserék:        |  |                         |  |            |
| FW             |  | Kenneth Brylle          |  | becserélve |
| FW             |  | Arnór Guðjohnsen        |  | becserélve |
| Edző:          |  |                         |  |            |
| Paul Van Himst |  |                         |  |            |